# Geert-Jan Laan
Geert-Jan Laan (Delfzijl, 20 mei 1943 – Groningen, 4 februari 2023) was een Nederlandse onderzoeksjournalist, hoofdredacteur en schrijver.

## Loopbaan
Hij bezocht van 1955 tot 1959 de ULO. Daar zette hij de eerste schreden op het journalistieke pad door in 1958 een schoolkrant op te richten. Volgens zijn LinkedIn-pagina heeft Laan nog een jaar economie gestudeerd aan de University of London (1962-1963).
Na de ULO begon Laan zijn journalistieke loopbaan in 1963 bij Het Vrije Volk, waar hij na een paar jaar bij de Rotterdamse editie van Het Parool in 1971 terugkeerde. Nadat Het Vrije Volk in 1991 was gefuseerd met het Rotterdams Nieuwsblad begon hij voor zichzelf. Zo deed hij in 1991 onderzoek naar de eerste Nederlandse tabloid, in opdracht van de Britse krantenmagnaat Robert Maxwell. 
In 1994 werd Laan hoofdredacteur bij de Drentse Courant/Groninger Dagblad. Na het vertrek en overlijden van de toenmalige hoofdredacteur Ton Schuurmans ging Laan in 1997 als hoofdredacteur verder bij het Nieuwsblad van het Noorden. Onder zijn leiding ging het Nieuwsblad van het Noorden in 2002 samen met het Groninger Dagblad en de Drentse Courant op in het Dagblad van het Noorden. 
In 2008 richtte hij samen met Jim Postma de krant ‘Rotterdam, Vandaag & Morgen’ op. Met ingang van 1 maart 2016 droeg Geert-Jan Laan zijn functies als hoofdredacteur-uitgever over aan zijn medehoofdredacteur Jim Postma.
Laan was sinds 1995 voorzitter van het Nederlands Persmuseum, dat sinds 2017 onderdeel is van het Nederlands Instituut voor Beeld en Geluid. In 2012 gaf hij het voorzitterschap over aan Pieter Broertjes. Vanaf 2008 was hij lid van de Raad van Toezicht bij Lentis; een organisatie voor geestelijke gezondheidszorg in de drie noordelijke provincies. Laan was in 2006 ook voorzitter van de Commissie Dag van de Persvrijheid.

## Lockheed
Laan deed samen met collega-onderzoeksjournalist Rien Robijns (1945-2005) in opdracht van hoofdredacteur Herman Wigbold voor Het Vrije Volk rond 1970 onderzoek naar belastingconstructies en belastingparadijzen. Ze onthulden in dat kader dat prins Bernhard geld had gekregen van vliegtuigbouwer Lockheed/Northrop, die gevechtsvliegtuigen aan Nederland wilde verkopen. Toen het kabinet-Den Uyl tot de conclusie kwam dat prins Bernhard 'zich toegankelijk had getoond voor onoorbare verlangens en aanbiedingen' had dat gevolgen voor zijn positie. De prins was als gevolg van deze zogenoemde Lockheed-affaire genoodzaakt belangrijke officiële functies neer te leggen en niet meer in militair uniform in het openbaar te verschijnen. Koningin Juliana zou met aftreden gedreigd hebben indien haar echtgenoot strafrechtelijk vervolgd zou worden. 
Vanuit hun ervaringen bij het Lockheedonderzoek deden zijn in hun boek De Miljoenendans onthullingen over omkoopaffaires, belastingconstructies en handigheidjes uit de internationale zakenwereld. In De Ogem dossiers beschreven zij het verloop en de oorzaken van de ondergang van het Ogem concern. Na de Lockheedonthulling gingen Laan en Robijns verder met een eigen onderzoeksrubriek in de krant.

## Erkenning
Samen met Rien Robijns kreeg hij in 1981 de Prijs voor de Dagbladjournalistiek. Ze kregen deze prijs voor hun rubriek 'Dossier op donderdag'. Laan en Robijns startten deze rubriek met onderzoeksjournalistiek in Het Vrije Volk na de Lockheed-affaire. De jury loofde hen met de woorden: "De vaak minutieuze informatie wordt in een onderhoudende stijl gebracht."  Laan zelf zei over de prijs: "Aan Lockheed wilde de jury zich niet wagen denk ik."

## Trivia
- In de jaren 1960 was Laan actief bij de Rotterdamse cabaretgroep In Den Twijfelaar. Hij vormde deze groep samen met Annelies Hillebregt, Herman Frank, leider Louis Lemaire, Hugh den Ouden en Chris Ebbe.[12] In een van zijn columns vertelt hij dat hij nog eens een liedje aan Dorus heeft verkocht voor 150 gulden en teksten heeft geschreven voor het televisieprogramma Zo is het toevallig ook nog eens een keer.[13]
- Geert-Jan Laan was een zoon van politicus, bestuurder en burgemeester Reint Laan (junior, 1914-1993) en kleinzoon van vakbondsbestuurder Reint Laan (1890-1975).[14]